# Парикшит

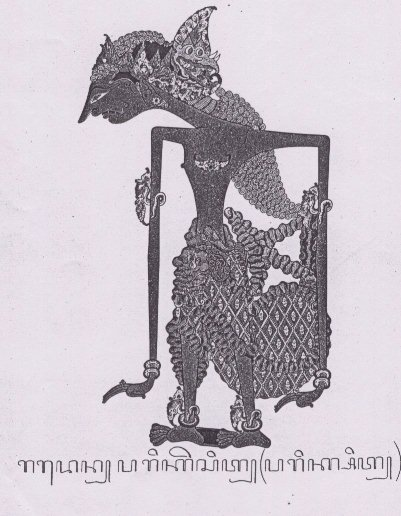
Парикшит в яванской ваянге

Парикши́т (санскр. परिक्षित्, IAST: Parikṣit) — герой древнеиндийского эпоса «Махабхарата» и пуранической литературы индуизма. Царь Хастинапуры из династии Куру, унаследовавший престол от Юдхиштхиры. В «Бхагавата-пуране» о Парикшите повествуется как о святом царе, императоре мира, жизнь и деяния которого были необыкновенны и который правил около 5000 лет назад. В индуизме Парикшит считается великой святой личностью.
Парикшит был сыном принцессы из царства Матсья по имени Уттара и сына Арджуны Абхиманью. Он родился уже после Битвы на Курукшетре. Когда Уттара была беременна Парикшитом, Абхиманью был беспощадно убит Кауравами. Позднее Ашваттхама попытался уничтожить ещё не рождённого младенца и его мать с помощью брахмастры. Уттара была спасена Кришной, который был дядей по матери Абхиманью (жена Арджуны Субхадра была сестрой Кришны и матерью Абхиманью).
Главный священник Дхаумья предсказал царю Юдхиштхире, что новорожденный младенец будет великим преданным Вишну и, так как он был спасён Кришной, он также будет известен под именем Вишнурата («тот, кого всегда защищает Господь»). Дхаумья риши также предсказал, что Парикшит будет очень праведным и добродетельным, будет строго следовать принципам дхармы и станет очень мудрым императором, подобным Икшваку и Раме из Айодхьи. Подобно своему деду Арджуне, он станет образцовым воином и расширит славу своей семьи. По всему миру и в сердцах всех живых существ он будет искать и пытаться познать Всевышнего, с которым встретился будучи ещё во чреве своей матери.
После начала Кали-юги, тёмной эры невежества и греха, и после того как Кришна удалился в свою вечную обитель, пять братьев Пандавов ушли от дел. Молодой Парикшит был коронован как царь, а Крипа стал его советником. При содействии Крипы Парикшит провёл три ашвамедхи.
Однажды, во время охоты в лесу, Парикшит встретил олицетворение Кали-юги — демона Кали. Кали попросил Парикшита позволения войти в его царство, на что царь ответил отказом. Кали продолжал настаивать, и в конце концов Парикшит отвёл ему пять мест обитания на земле: там, где играют в азартные игры, пьют алкогольные напитки, употребляют в пищу плоть убиенных животных, где существует проституция и где наживают золото. Описывается, что после этого Кали проник в золотую корону Парикшита и неблагоприятно воздействовал на его мысли. Вскорости Парикшит почувствовал большую жажду и вошёл в находившуюся неподалёку хижину мудреца Шринги, находившегося в глубокой медитации. Парикшит почтительно поклонился ему несколько раз, но не получив ответа, взял дохлую змею и повесил её мудрецу на шею как гирлянду. Позднее, когда сын Шринги услышал о содеянном, он проклял Парикшита умереть от укуса летучего змея через семь дней. Услышав о проклятии, царь немедленно передал престол своему сыну Джанамеджае, ушёл на берег Ганги и в течение последних дней своей жизни непрерывно слушал «Бхагавата-пурану» от Шукадевы Госвами. По прошествии семи дней царь змеев Такшака укусил Парикшита, после чего царь, оставив своё бренное тело, достиг освобождения, вознесясь в духовный мир.